# Mega Man X3
Mega Man X3, conocido como Rockman X3 (ロックマンX3 Rokkuman Ekkusu 3?) en Japón, es un videojuego desarrollado por Capcom para la videoconsola Super Nintendo Entertainment System (SNES), PlayStation, Sega Saturn y PC. El juego se publicó originalmente en Japón el 1 de diciembre de 1995 y posteriormente en Norteamérica y en los mercados PAL en 1996; de igual manera las versiones para consolas de 32 bits aparecieron hasta 1996, y por último hubo una versión para PC lanzada en 1997. Es el tercer juego de la serie Mega Man X y el último en salir para SNES. Mega Man X3 tiene lugar en un futuro ficticio en el que el mundo está poblado por humanos y robots inteligentes llamados "Reploids". Al igual que sus creadores humanos, algunos Reploids se involucran en delitos destructivos, diciéndose de ellos que se han vuelto "Maverick" ("Irregulars" en Japón). Tras dos derrotas del líder Maverick Sigma, los protagonistas, los "Maverick Hunters" ("Irregular Hunters" en Japón) X y Zero se enfrentan a un nuevo enemigo: un científico Reploid llamado Dr. Doppler, que a su vez es controlado por Sigma.

## Historia
Los Mavericks se proliferan rápidamente por todo el mundo, amenazando con aniquilar la poca existencia humana restante en la Tierra. Para prevenir esto, un científico Reploid llamado Dr. Doppler ha creado un poderoso antivirus que prevendrá el surgimiento de más Mavericks. Para apoyar sus pruebas, se crea la Ciudad Doppler (Doppler Town) para reunir en ella a los Reploid de prueba. Para asegurar la vida humana en Doppler Town, los cuarteles de los Maverick Hunters se relocalizan en este lugar. Al final se revela que todo era una trampa del mismo Dr. Doppler, todos los Reploids y con el antivirus crean nuevos Mavericks y se ponen al servicio del mismo. Esa misma tarde organizan un ataque a los cuarteles de los Maverick Hunter, X y Zero logran repeler el ataque y se disponen a atrapar a Doppler para que revierta el caos que ha originado, cuando al final se descubre que el Dr. Doppler estaba siendo manipulado engañosamente por Sigma.

## Jugabilidad
Mega Man X3 sigue a su misma alineación en términos de jugabilidad. Los jugadores siguen controlando a X mientras luchan contra los Mavericks y mientras avanzan a través de obstáculos y terrenos difíciles. Una vez que el jefe es eliminado, X obtiene el arma del jefe derrotado. Sin embargo, este juego también estrena el primer aspecto jugable de Zero. Zero es usado para jugar en el nivel de introducción y se puede recurrir a él en determinados momentos del juego. Posee una variante más fuerte de los X-Buster, el Z-Buster, que es capaz de usar hasta cuatro niveles de carga, el cuarto nivel de carga dispara dos disparos completamente cargados seguido de un corte del Z-Saber, el arma más poderosa en el juego. Zero siempre empieza con un totalmente actualizado medidor de vida también. Sin embargo, Zero es incapaz de tener un combate con los jefes y automáticamente se va cuando se acerca a la puerta del jefe y por lo tanto, no puede tener nuevas armas. Al igual que en los juegos anteriores, es posible conseguir partes de armadura. Además de la armadura, el jugador puede recoger Chips de Mejora que representan más actualizaciones para las piezas de la armadura, dando a X una amplia gama de habilidades. Sin embargo, si el jugador recoge todas las piezas de armadura, pero ninguno de los chips de mejora, es posible desbloquear una Armadura Dorada que proporciona todos los poderes de mejora de forma automática. Por último, si se cumplen ciertas condiciones, X puede obtener el Z-Saber de Zero, pero en ese momento, él ya no puede ser convocado para ayudar durante el resto del juego.

## Mavericks
- Blast Hornet: basado en un avispón,  su habilidad son las Parasitic Bombs que son bombas de insectos, su debilidad es la Gravity Well.
- Blizzard Buffalo basado en un búfalo, su habilidad es el Frost Shield que es un escudo de hielo, su debilidad son las Parasitic Bombs.
- Gravity Beetle: basado en un escarabajo, su habilidad es la Gravity Well que es un portal de gravedad, su debilidad es el Ray Splasher.
- Toxic Seahorse: basado en un Hippocampus, su habilidad es el Acid Burst que son bolas de ácido, su debilidad es el Frost Shield.
- Volt Catfish: basado en un Siluriformes, su habilidad es el Triad Thunder que es una barrera de trueno, su debilidad es el Tornado Fang.
- Crush Crawfish: basado en un Cangrejo de río, su habilidad es el Spinning Blade que son unas cuchillas que giran, su debilidad es el	Triad Thunder.
- Tunnel Rhino: basado en un rinoceronte, su habilidad es el Tornado Fang que son unos misiles de taladro, su debilidad es el Acid Burst.
- Neon Tiger: basado en un tigre, su habilidad es el Ray Splasher que es un rayo salpicador, su debilidad es el Spinning Blade.

## Jefes intermedios
- Bit: Sus debilidades son el Frost Shield o el Triad Thunder, al matarlo con esas armas ya no vuelve a aparecer.
- Byte: Sus debilidades son el Tornado Fang y el Ray Splasher al matarlo con esas armas al igual que Bit ya no aparecerá en la fase Doopler.
- Vile MK-2 Primero tienes que destruir su Ride Armor con el Ray Splasher y su debilidad es la Spinning Blade al matarlo con esa arma Vile ya no aparecerá en la fase Doppler.

## Laboratorio de Doopler
- Godkarmachine O Inary si no matas a Bit o Byte con sus debilidades, ambos se fusionan en este monstruo; su debilidad del Ray Splasher.
- Mosquitus puedes acabar con el con la Spinning Blade, puedes usar a Zero para que lo elimine y de esa forma X pueda obtener el sable de Zero, el cual es una arma muy poderosa contra todos sus enemigos.
- Vile MK2 Golliath si no matas a Vile el volverá como el segundo jefe del laboratorio de Doppler con su Golliath Ride Armor que una mejorada armadura blindada que usa Vile para acabar con su Golliath Ride Armor usa la Parasite Bomb y luego lo acabas a Vile usando el Ray Splasher que es su debilidad.
- Volt Kurageil su debilidad es el Frost Shield.

- Dr. Doopler es el jefe penúltimo del juego, debes de tener mucho cuidado al dispararle es inmune al X-Buster y además este absorbe tus poderes, con la finalidad de regenerarse, su debilidad es el Acid Burst.

- Sigma (fase 1) usa el Spinning Blade, el cual es su debilidad.
- Sigma (fase 2) solo usa el X Buster cargado.